# Bundesinteressenvertretung schwuler Senioren
Die Bundesinteressenvertretung schwuler Senioren e.V. (kurz BISS) ist ein bundesweit tätiger Fachverband für die Interessen und Selbsthilfe von älteren Schwulen. Die Mitgliedschaft steht gemeinnützigen Organisationen und Gruppen sowie fördernden Einzelmitgliedern offen. Dem Verband gehören sowohl Organisationen aus dem Bereich der schwulen Seniorenarbeit, der Bildungs- und AIDS-Arbeit als auch engagierte Persönlichkeiten der schwulen Emanzipationsbewegung an, unter anderem die Deutsche AIDS-Hilfe, das Magnus-Hirschfeld-Centrum Hamburg und die Stiftung Akademie Waldschlösschen.

## Geschichte
Die Interessenvertretung wurde am 1. Juli 2015 insbesondere vor dem Hintergrund der ausstehenden Rehabilitierung und Entschädigung der Opfer nach § 175 StGB gegründet. Zu den Hauptaufgaben zählen die Vernetzung schwuler Seniorengruppen und Verbände der schwulen Selbsthilfe sowie die politische Lobbyarbeit zur Stärkung der Partizipation von älteren Schwulen.
Staatssekretär Ralf Kleindiek vom Bundesministerium für Familie, Senioren, Frauen und Jugend (BMFSFJ) verdeutlichte in einer Rede auf der BISS Jahrestagung im November 2016 die Bedeutung der von BISS getragenen Themen und sicherte BISS die Unterstützung der Bundesregierung zu.
Das BMFSFJ förderte BISS bisher wie folgt:
- 2015: 49.817 Euro
- 2016: 70.973 Euro
- 2017: 50 000 Euro

## Projekte und Themen
- Entschädigung und Rehabilitierung der Opfer des § 175 nach 1945:

Mit der Aktion „Offene Rechnung“ und einem offenen Brief an Bundesjustizminister Heiko Maas mahnte die Bundesinteressenvertretung schwuler Senioren e. V. 2016 die Rehabilitierung und Entschädigung der schwulen Männer an, die nach § 175 (Bundesrepublik) beziehungsweise § 151 (DDR) verurteilt wurden. In einer  vom Bundesministerium der Justiz und für Verbraucherschutz angeforderten Stellungnahme zum Referentenentwurf des Rehabilitierungsgesetzes untermauerte BISS die Forderungen nach Entschädigung und Rehabilitierung.
- Partizipation und Teilhabe:

Politik, Verwaltung und Verbände sollen aufgefordert werden, die Belange gerade der bislang wenig vertretenen Gruppen, eben auch die der schwulen Männer zu berücksichtigen. Dabei sollen die besonderen Lebenswege älterer Schwuler berücksichtigt und prekäre Lebenslagen wie Altersarmut, Einsamkeit, Krankheit und Verlust oder Einschränkung der Mobilität Berücksichtigung finden.
- HIV und Aids:

Um die Interessen älterer schwuler Männer zu vertreten, hat BISS einen Sitz im Facharbeitskreis „Schwule und andere MSM“ der Deutschen AIDS-Hilfe e. V. erhalten.
- Pflege und Versorgung:

BISS unterstützt die Ausweitung von kultursensiblen Angeboten  für schwule Männer in der offenen, ambulanten wie stationären Altenpflege.